# Roncus italicus
Espèce
Synonymes
- Obisium italicum Simon, 1896

Roncus italicus est une espèce de pseudoscorpions de la famille des Neobisiidae.

## Distribution
Cette espèce se rencontre en Italie, en Slovénie et en Croatie.

## Description
Roncus italicus mesure 2,5 mm.

## Systématique et taxinomie
Cette espèce a été décrite sous le protonyme Obisium italicum par Simon en 1896. Elle est placée dans le genre Roncus par Beier en 1932.

## Publication originale
- Simon, 1896 : Note sur quelques Chernetes de Ligurie. Annali del Museo Civico di Storia Naturale di Genova, sér. 2, vol. 16, p. 372-376 (texte intégral).